# 1987 en chimie
Cet article présente les faits marquants de l'année 1987 en chimie.

## Évènements
- 19e Olympiades Internationales de Chimie, organisées à Veszprem en Hongrie du 6 juillet au 15 juillet[1].
- 2 mars : des chercheurs américains publient la découverte du YBCO supraconducteur  jusqu'à 93 kelvins. C'est le premier supraconducteur au-dessus de 77 kelvins, température de l'azote liquide[2].
- 16 septembre : signature du Protocole de Montréal interdisant les CFC menaçant la couche d'ozone[3].
- 1er octobre : publication du taux de CO2 atmosphérique des 160 000 dernières années. Ces données proviennent d'une carotte de glace forée à Vostok en Antarctique[4].

## Publications
- Union internationale de chimie pure et appliquée (IUPAC) : Compendium of Chemical Terminology, 1re édition[5]

## Prix
- Prix Nobel de chimie : Donald J. Cram, Charles Pedersen et Jean-Marie Lehn pour l'élaboration et l'utilisation de molécules exerçant, du fait de leurs structures, des interactions hautement sélectives[6].
- Prix Wolf de chimie : Sir David C. Phillips et David M. Blow « pour leurs contributions à la cristallographie par rayons X de protéine et pour l'élucidation de la structure des enzymes et de leurs mécanismes d'action »[7].
- Prix Procter & Gamble : John T. Yates, Jr.[8]
- Prix Anselme-Payen : Takayoshi Higuchi[9]
- Médaille Garvan-Olin : Janet G. Osteryoung[10]
- Prix Ernest-Guenther : Wolfgang Oppolzer[11]
- ACS Award in Pure Chemistry : George McLendon[12]
- Prix Arthur C. Cope : Ronald Breslow[13]
- Prix Irving-Langmuir : Martin Karplus[14]
- Médaille Priestley : John D. Roberts[15],[16]
- Médaille Leverhulme : George William Gray[17]
- Médaille Davy : Alec Jeffreys en reconnaissance de ses contributions à la chimie de l'ADN humain - en particulier la découverte et l'exploitation de satellites hypervariables dans le génome humain[18],[19].
- Grand prix Pierre-Süe : Bernard Raveau[20]
- Grand prix Achille-Le-Bel : Robert Carrié[21]
- Claude S. Hudson Award in Carbohydrate Chemistry : Stephen J. Angyal[22]
- Médaille William-H.-Nichols : Kurt Mislow[23]

## Décès
- 9 février : Louis Plack Hammett (né en 1894), chimiste américain.
- 21 avril : Stanley Mason (né en 1914), professeur, chimiste et physicien québécois.
- 27 mai : John Howard Northrop (né en 1891), biochimiste américain.
- 26 août : Georg Wittig (né en 1897), chimiste allemand, prix Nobel de chimie en 1979.
- 3 décembre : Luis Federico Leloir (né en 1906), biochimiste argentin, prix Nobel de chimie en 1970.